# Boletina nigricans
Boletina nigricans es una especie de mosquito del género Boletina, familia Mycetophilidae, orden Diptera.

## Distribución
Se distribuye por Europa: Noruega, Estonia, Finlandia, Suecia y Reino Unido.

## Taxonomía
Fue descrita por Dziedzicki en 1885.
Tratamiento taxonómico
La especie aparece registrada y publicada en Przyczynek do fauny owadow dwuskrzydlych. Rodzaje nowe: Hertwigia, nov. gen., Eurycera, nov. gen. i gatunki rodzajow: Boletina, Sciophila. Pam. Fizyogr, 5.